# 長野東バイパス
長野東バイパス（ながのひがしバイパス）は、長野県長野市で整備されている全長約3kmの国道18号バイパスである。
将来的には地域高規格道路「長野環状道路」の一部を構成する。

## 概要

### 道路諸元
- 起点 : 長野県長野市北長池（エムウェーブ交差点）
- 終点 : 長野県長野市柳原（柳原北交差点）
- 延長 : 2.8 km
- 道路規格 : 第3種1級
- 標準道路幅員 : 28.0 m
- 車線数 : 4車線
- 車線幅員 : 3.5 m
- 設計速度 : 80 km/h

### 概説
当該道路は群馬県高崎市と新潟県上越市とを結ぶ全長約200 kmの国道18号のうち路線延長の6割以上にあたる129 kmを占める長野県において、県都・長野市の市街地を迂回し、隣接する供用済の県道三才大豆島中御所線等と共に国道18号の広域ネットワークとしての機能を確保すべく計画されている道路である。
同時に、地域高規格道路として計画されている長野環状道路の東側区間（東外環状線）の一部としても位置付けられる。
ルートは上信越自動車道と国道18号現道（長野バイパス）との中間に位置して概ね千曲川に並行している。当該道路の開通後は五輪大橋有料道路を含む県道三才大豆島中御所線と合わせて総延長9.4 kmのバイパス道路として活用され、長野市街地を東側に迂回して上高田北交差点や東和田交差点など市内主要渋滞個所をバイパスする予定。
新道周辺には長野地方卸売市場や第2東部工業団地、大豆島東工業団地等の産業施設も立地している事から、完成後は物流効率化による生産性の向上等に寄与するものと期待されている。
この道路は1990年度（平成2年度）に東外環状線として都市計画が決定されたものの1998年（平成10年）の長野五輪関連事業には組み入れられず、事業化されたのは2000年度（平成12年度）と比較的新しい。五輪関連事業として長野県が主体となり整備した県道三才大豆島中御所線が大会に間に合わせる形で1997年（平成9年）12月に供用されたのとは対照的である（ただし、県道三才大豆島中御所線のうちエムウェーブ交差点 - 北長池南交差点（L=0.5 km）は長野東バイパス区間とルート重複しているため、当該バイパスの先行整備区間とみる事ができる）。
これにより五輪後も長野東バイパス区間がミッシングリンクとして残された事で、五輪大橋方面からの車両が通学路ともなっている生活道路をすり抜けてアップルライン方面へ向かう事案が多発し、地域住民の安全を脅かしていた。
加えて、国道18号現道の内外交通および外々交通合わせて約87 %という幹線道路ならではの特性ゆえ、往復2車線が続く国道現道の長野市中心部では流入車両によって県平均の約10倍の渋滞が引き起こされ、それに伴う夜間騒音や追突事故の多発など沿線住民の生活環境に多大な影響を及ぼしている現状があった。
これらを踏まえ、東外環状線全体での完成が急務と判断した国土交通省は2000年度（平成12年度）の事業化に続いて2004年度（平成16年度）より用地取得に着手し、2011年度からは一部区間で工事にも着手している。
長野市長や有志の県議らで構成される「東外環状線建設促進期成同盟会」からは早期の開通要望が出ている一方で、長野市柳原地区において用地交渉が難航しており、用地取得率は永らく96 %のまま足踏み状態にある。国土交通省の事業評価資料（2015年版）の進捗見込によれば、2016年度（平成28年度）内に用地取得、2017年度（平成29年度）内に埋蔵文化財調査を終え、2024年度（平成36年度）を供用開始年次としている。
2019年（令和元年）8月6日、車道部について2020年度（令和2年度）の開通を目標としていることが発表され、2021年（令和3年）3月27日に車道部全線が暫定2車線で開通した。

## 沿革
- 1991年（平成3年）3月22日 - 都市計画決定
- 1997年（平成9年） - 実質的な先行整備区間となるエムウェーブ交差点-長野市北長池間（L=0.5 km）が、長野県道372号三才大豆島中御所線の一部として2車線で暫定供用
- 2000年度（平成12年度） - エムウェーブ交差点-北長池南交差点間を含む全区間（L=2.8 km）で事業化
- 2021年（令和3年）3月27日 - 車道部開通（暫定2車線）[6]

## 交差・接続する道路
↑ 長野県道372号三才大豆島中御所線
- エムウェーブ交差点（長野市北長池＝起点）
  - 長野県道58号長野須坂インター線（エムウェーブ大通り）
- 北長池南交差点（長野市北長池）
  - 長野県道372号三才大豆島中御所線
- 柳原北交差点（長野市柳原＝終点）
  - 国道18号（長野バイパス）
  - 国道406号

↓ 国道18号（アップルライン）

## 沿道
- エムウェーブ - 長野オリンピックスピードスケート会場
- 県営朝陽団地 - 長野オリンピックメディア村（プレス用宿泊施設）